# Architis colombo
Architis colombo är en spindelart som beskrevs av Santos 2007. Architis colombo ingår i släktet Architis och familjen vårdnätsspindlar. Inga underarter finns listade i Catalogue of Life.